# Агол, Вадим Израилевич
Вади́м Изра́илевич Аго́л (род. 12 марта 1929, Москва) — советский и российский учёный-вирусолог, генетик, поэт.
Доктор биологических наук (1967), член-корреспондент РАМН (1986), член-корреспондент РАН (1997), иностранный член Болгарской АН (2008).
Главный научный сотрудник Института полиомиелита и вирусных энцефалитов им. М. П. Чумакова РАМН (ныне Федеральный научный центр исследований и разработки иммунобиологических препаратов имени М. П. Чумакова). Заслуженный деятель науки Российской Федерации (1999).
Сын советского учёного-генетика И. И. Агола (1891—1937).

## Биография
Родился 12 марта 1929 года в семье известного советского учёного-генетика, философа, биолога, академика Израиля Иосифовича Агола (1891—1937).

### Образование
- 1951 год — окончил Первый Московский медицинский институт имени И. М. Сеченова.

### Профессиональная деятельность
- 1951 год — направлен на работу в медицинский институт г. Караганды;
- с 1956 года — работал в Институте по изучению полиомиелита (ныне Институт полиомиелита и вирусных энцефалитов имени М. П. Чумакова);
- с 1961 по 2009 год — заведующий лабораторией биохимии, затем главный научный сотрудник;
- 1963 год — принимал участие в организации кафедры вирусологии биологического факультета МГУ;
- с 1969 по 2012 год — профессор кафедры вирусологии биологического факультета МГУ;
- 1965 год — основал отдел взаимодействия вируса и клетки Межфакультетской лаборатории биоорганической химии МГУ (с 1991 Институт физико-химической биологии А. Н. Белозерского) и заведовал этим отделом по 2019 год.

## Научная деятельность
Специалист в области молекулярной биологии РНК-содержащих вирусов животных. Проводил исследования как в области фундаментальной биологической науки, так и её медицинских приложений. Это, с одной стороны, изучение механизмов биосинтеза белков и РНК (на модели РНК-содержащих вирусов), а с другой — исследование молекулярных механизмов патогенности вирусов.
Создал более полную «периодическую» классификацию вирусных геномов спустя три года после классификации, предложенной Дэвидом Балтимором.
Внёс существенный вклад в изучение механизмов репликации, трансляции, комплементации и рекомбинации PHK-содержащих вирусов, а также их взаимодействия с клеткой.
Научные исследования В. И. Агола по расшифровке закономерностей молекулярной эпидемиологии полиомиелита и выяснению закономерностей эволюции полиовируса и молекулярно-эпидемиологическая характеристика циркулирующих диких и вакцинных штаммов полиовируса, разработанная учёным, поставила научное сообщество перед необходимостью пересмотра некоторых положений программы Всемирной организации здравоохранения по глобальному искоренению полиомиелита.
Создал уникальный курс лекций по репликации и транскрипции вирусных геномов и более 40 лет читал его студентам кафедры вирусологии и кафедры молекулярной биологии Биологического факультета МГУ.

## Общественная позиция
В феврале 2022 подписал открытое письмо российских учёных и научных журналистов с осуждением вторжения России на Украину и призывом вывести российские войска с украинской территории.

## Избранные научные публикации
Автор около 300 научных работ:
- Молекулярная биология вирусов. — М., 1971, (соавт.);
- Молекулярная биология: Структура и биосинтез нуклеиновых кислот. — М., 1990 (соавт.).

Статьи
- Агол В. Природа патогенности вирусов // Природа. — 2015. — № 5. — С. 3—10.

Книги стихов
Опубликовал 7 поэтических сборников, среди которых:
- Полукруглый кий: Поэма. — М.: Аграф, 2011. — 207 с. — ISBN 978-5-7784-0416-8
- Доброжелательный оскал: Книга стихов. — М.: АГРАФ, 2016. — 207 с. — 500 экз. — ISBN 978-5-7784-0477-9

## Награды
- Соросовский профессор (1998)[5]
- Сертификат ВОЗ за успехи в ликвидации полиомиелита (2002).
- Премия им. М. П. Чумакова РАМН (2004).
- Премия «Триумф» (2007 год)
- 2013 Lifetime Achievement Award for Scientific Contribution (Inst. of Human Virology, Univ. of Maryland School of Medicine, USA).
- Премия имени А. Н. Белозерского (2019) — за цикл работ «Молекулярная и клеточная биология, эволюция и патогенность РНК-содержащих вирусов»